# Verfuèlh
Verfuèlh (en francès Verfeil) és un municipi francès situat al departament de l'Alta Garona, a la regió Occitània.

## Monument

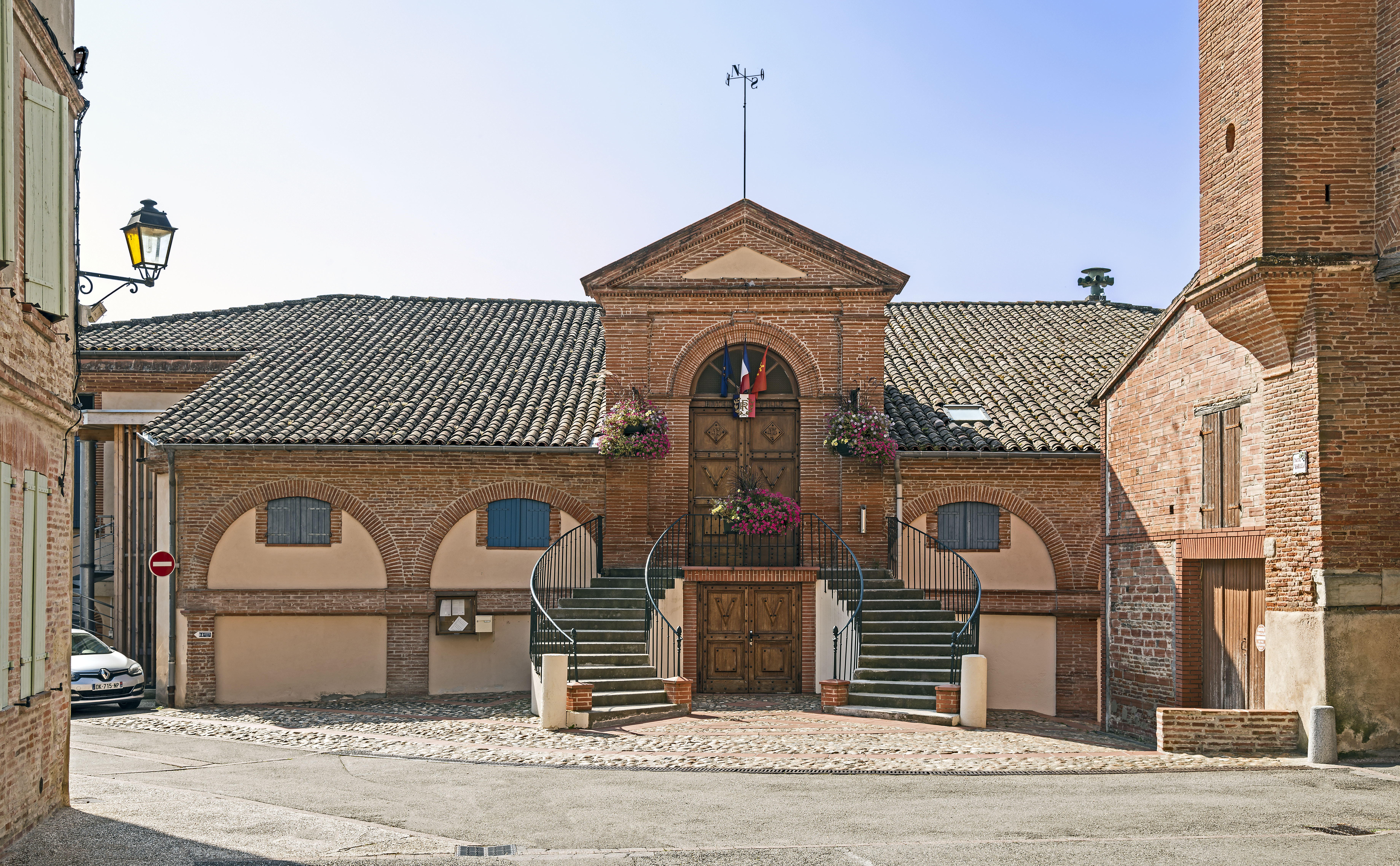
l'ajuntament
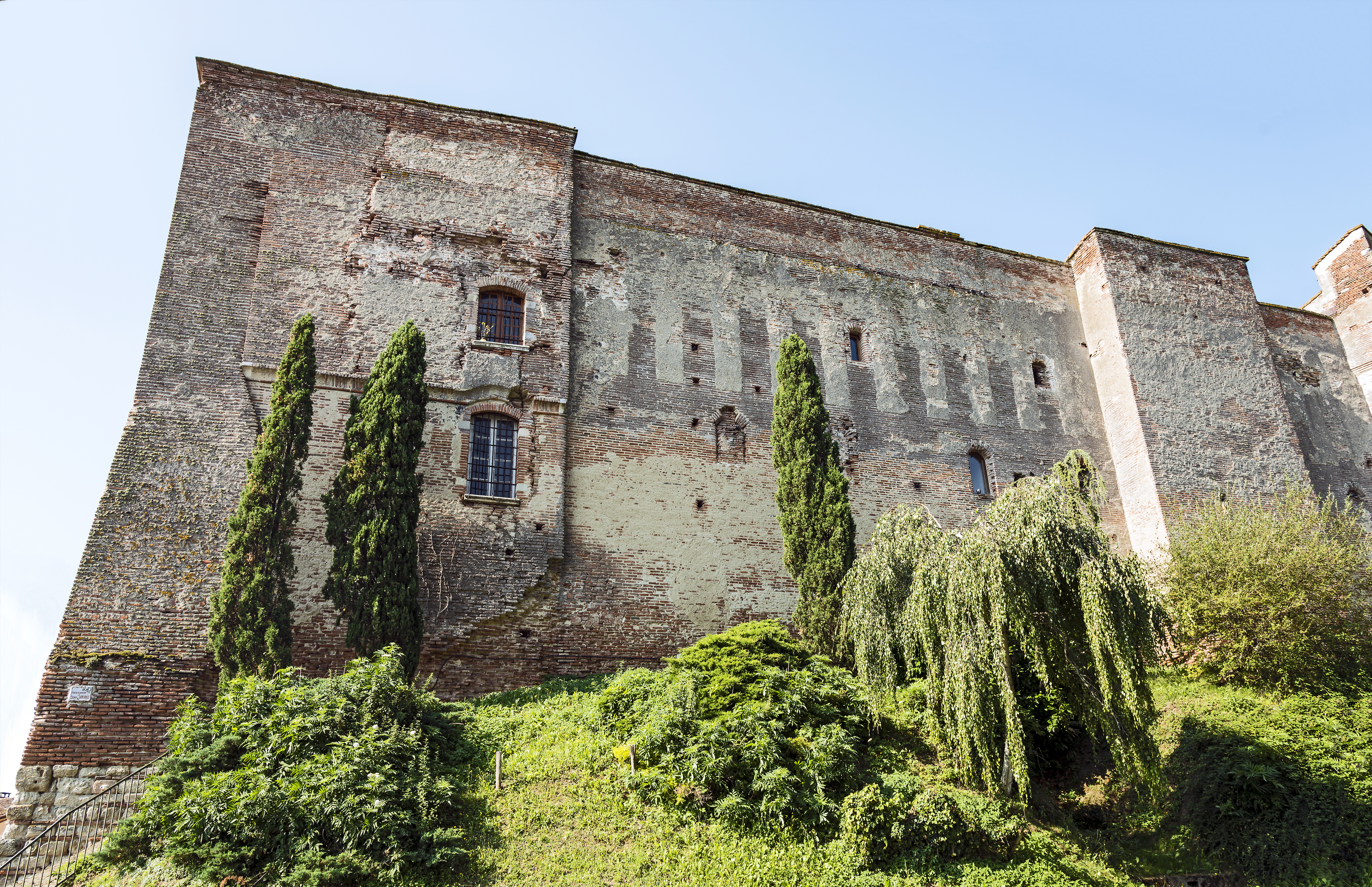
El castell
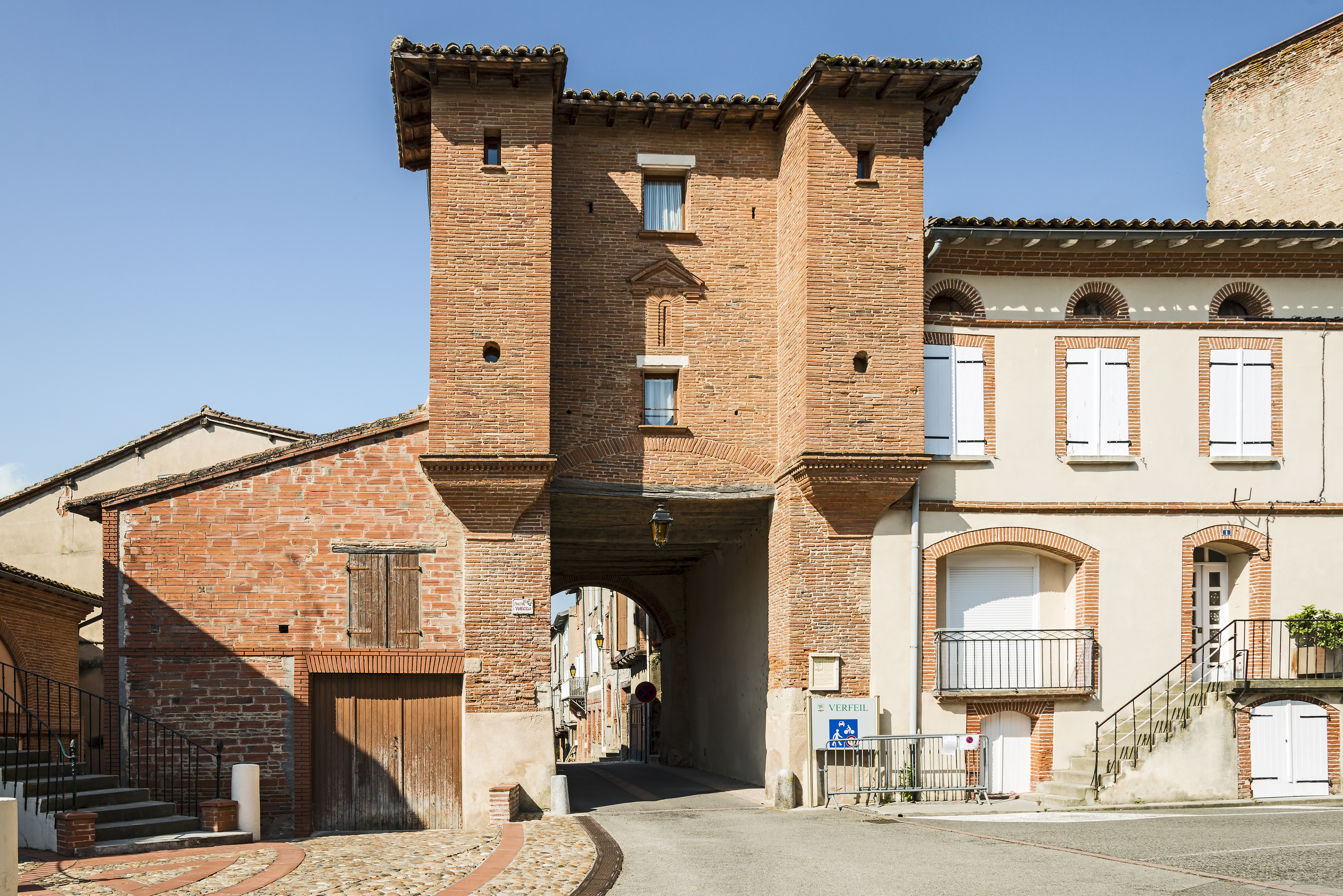
La porta "Vaurezes"
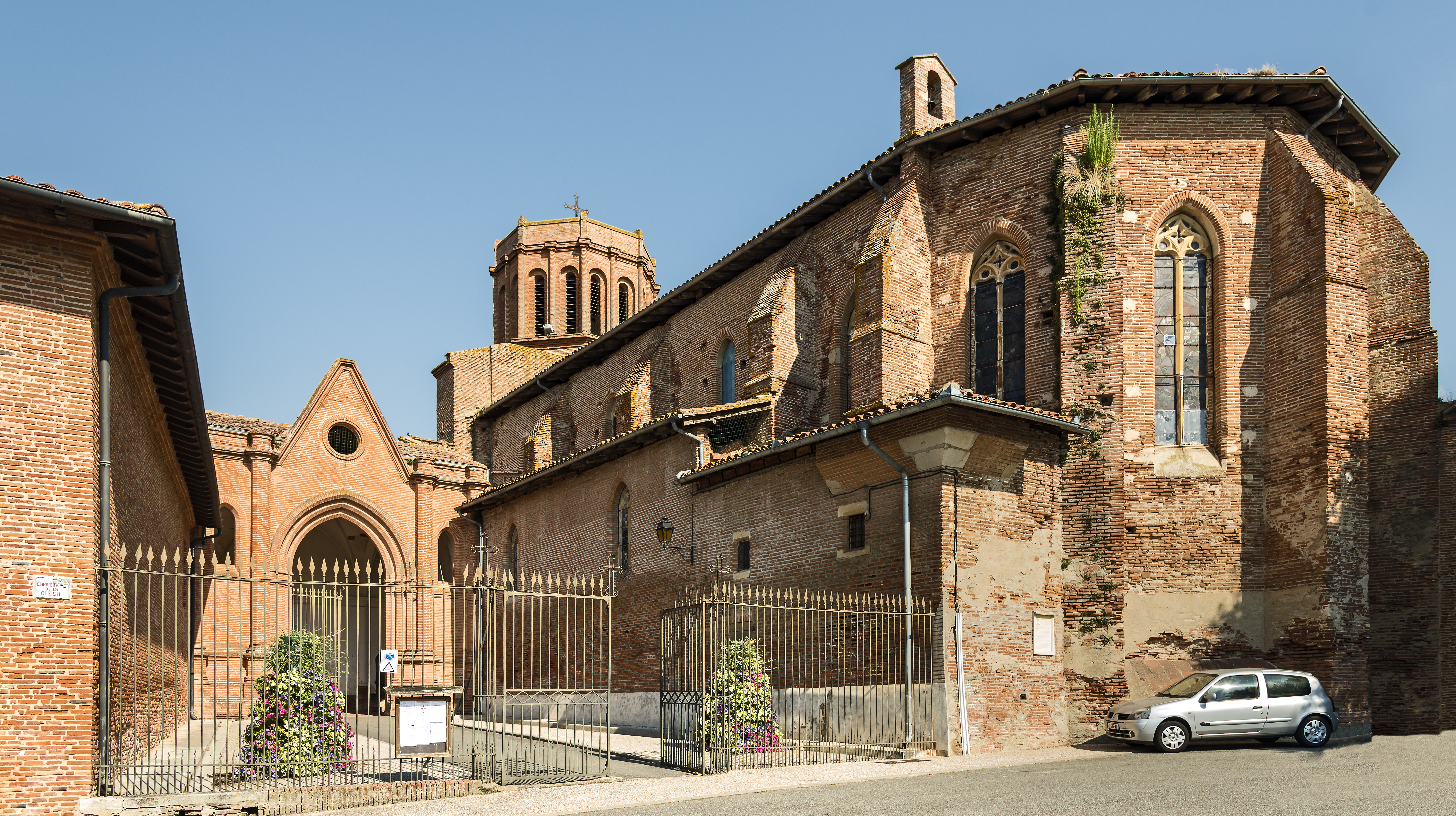
L'església "Sant Blai"
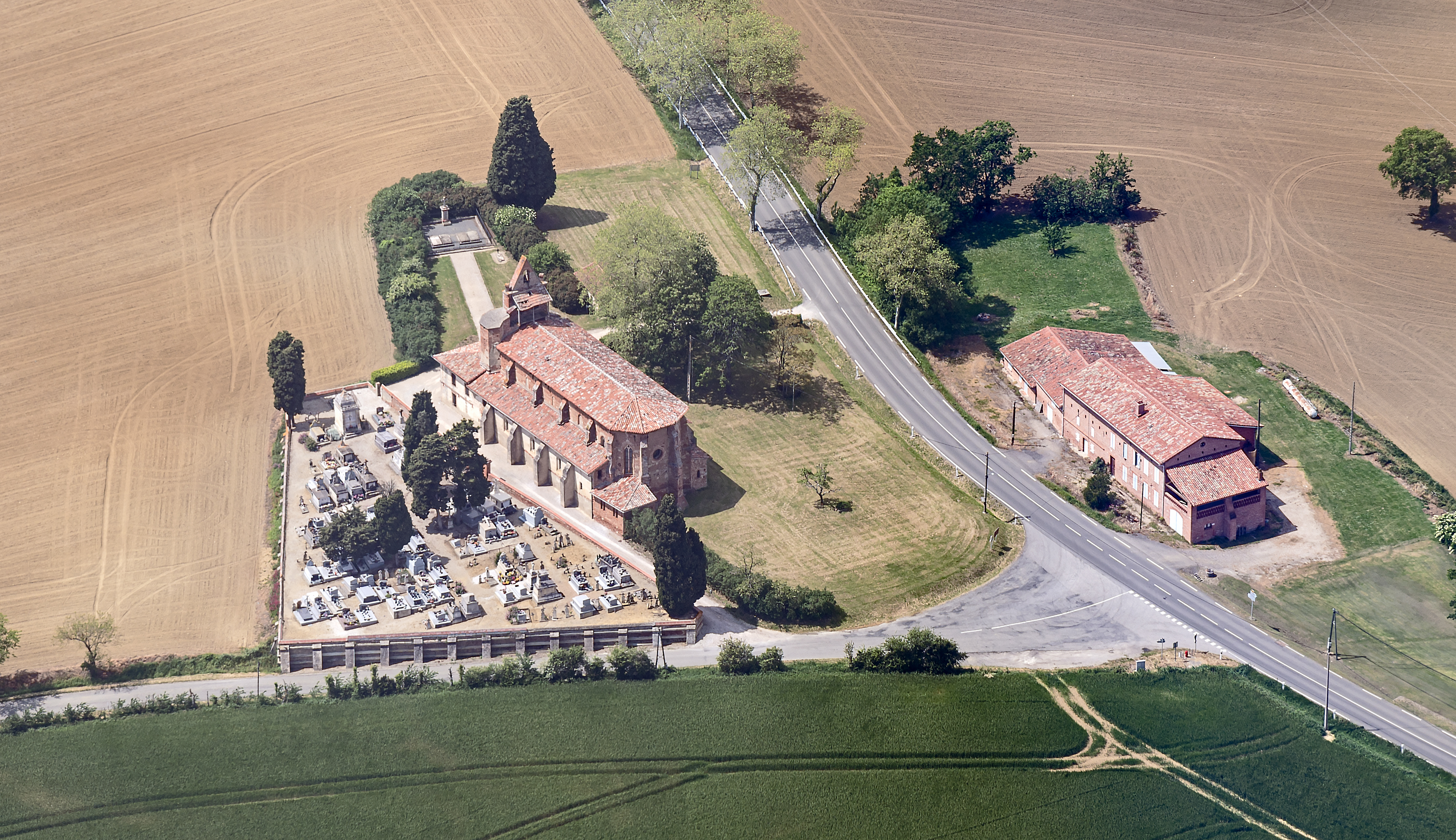
L'església "Sant-Sernin-de-Rais"
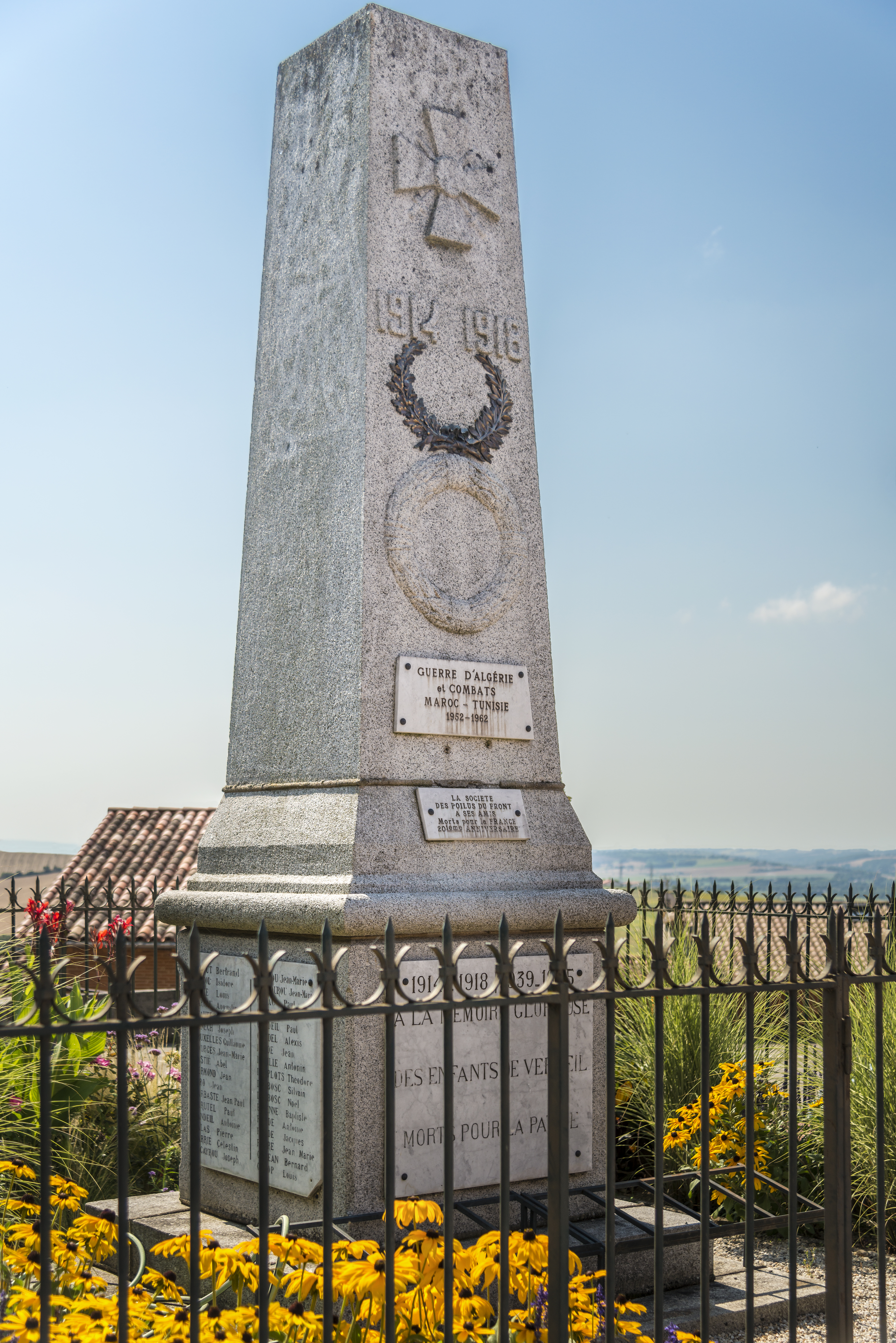
Monument als caiguts